# WKB Bohmte (Drittbesetzung)
Die Lokomotive WKB BohmteIII war eine normalspurige, dreiachsige Nassdampf-Tenderlokomotive (Achsfolge C) aus dem Vorkriegs-Typenprogramm der Lokomotiv- und Waggonbaufabrik Krupp, Essen für die Wittlager Kreisbahn. Ihre Bauart basiert auf einem Einzelstück, welches bereits 1935 an die „AG für Stickstoffdünger“ in Hürth-Knapsack geliefert wurde.:108 Aus dieser Lokomotive wurde nach dem Zweiten Weltkrieg die Type Krupp Knapsack weiterentwickelt.

## Geschichte

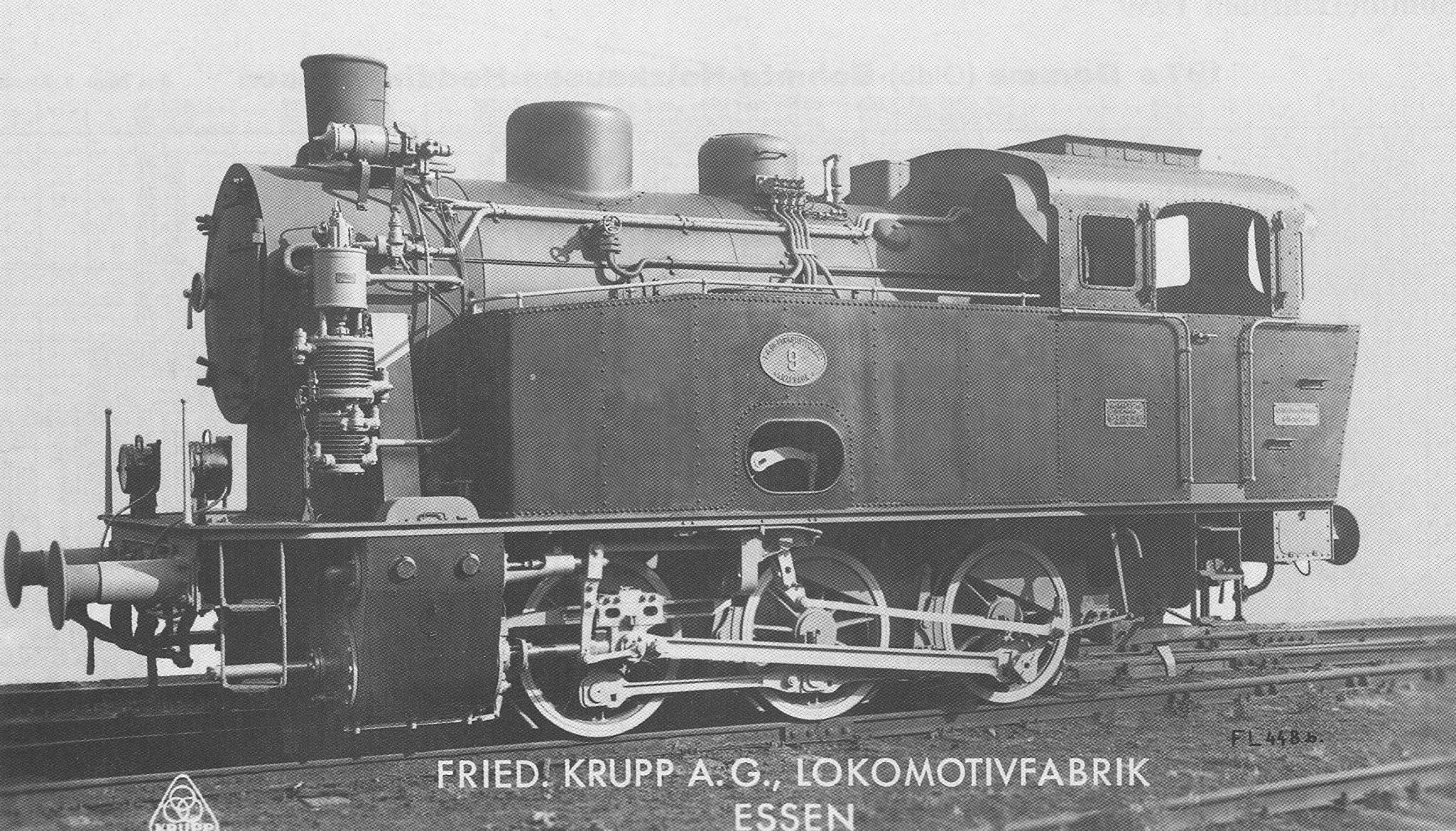
Angebot der Firma Krupp für die AG für Stickstoffdünger, (Quelle: Schweinefuß, Wittlager Kreisbahn)

In den 1930er Jahren herrschte bei der Wittlager Kreisbahn ein starker Verkehrsaufschwung, der von den eingesetzten Lokomotiven der Baureihen T 3, T 9, T 9.1 und Henschel Typ Thüringen nicht mehr bewältigt werden konnte. Die Lokomotive war für die Beförderung von Treibstoffzügen von den Lufttanklagern in Preußisch Oldendorf und Getreidezügen in die Getreidespeicher in Bad Essen vorgesehen.
Die Lokomotive war die letzte von der Wittlager Kreisbahn beschaffte Dampflokomotive und eine der stärksten der Gesellschaft. Sie bekam den Namen Bohmte in dritter Belegung, weil vorher zwei T 3 den gleichen Namen besessen hatten, die 1916 bzw. 1936 von der Gesellschaft verkauft wurden.:233 In den letzten Kriegstagen wurde die Lokomotive durch Tieffliegerbeschuss stark beschädigt.:111
Nach dem Zweiten Weltkrieg wurde sie zunächst im gemischten Dienst eingesetzt, in den 1950er Jahren wurden mehrere Personenzugläufe von Wismarer Schienenbussen übernommen. Danach war sie mehrfach abgestellt und wurde nur noch für Reservedienste verwendet. Als die beiden Diesellokomotiven DL 1 bzw. DL 2 in Dienst gestellt wurden, wurde sie endgültig abgestellt und 1963 ausgemustert. Der Verbleib der Lokomotive ist unbekannt.

## Technik
Bei einer Quelle wird die Lokomotive als Typ Hannibal bezeichnet. Die Angaben der Dampfmaschine und bestimmte Dimensionierungen des Fahrwerks zeigen jedoch Unterschiede zu dieser Konstruktion. Im Gegensatz dazu besitzt die Lok dieselbe Dampfmaschine wie die nach dem Krieg gebaute Krupp Knapsack und unterscheidet sich von dieser Konstruktion durch die Länge über Puffer, die Kesselaufbauten und eine vordere Abschrägung des Wasserkastens.